# نادین کویل
نادین کویل (به انگلیسی: Nadine Coyle) (زاده ۱۵ ژوئن ۱۹۸۵) خواننده، ترانه‌سرا ایرلندی است.
او عضو گروه گرلز الاود بود.